# Liste des lieux patrimoniaux du comté de Grey
Cet article recense les lieux patrimoniaux du comté de Grey inscrits au répertoire des lieux patrimoniaux du Canada, qu'ils soient de niveau provincial, fédéral ou municipal.

## Liste
| [ 1 ] | Lieu patrimonial                 | Illustration                     | Municipalité         | Adresse                            | Coordonnées      | No    | Constr. | Prot.                                    | Rec. | Notes |
| ----- | -------------------------------- | -------------------------------- | -------------------- | ---------------------------------- | ---------------- | ----- | ------- | ---------------------------------------- | ---- | ----- |
| F     | Tour                             | Tour                             | Georgian Bluffs (en) | Île Griffith                       | 44.851 -80.89    | 3292  | 1859    | Classified Federal Heritage Building     | 1991 |       |
| M     | Former Owen Sound Bus Terminal   | Former Owen Sound Bus Terminal   | Owen Sound           | 1023, 2nd Avenue East              | 44.5682 -80.9428 | 15128 | 1945    | Municipal Heritage Designation (Part IV) | 1990 |       |
| M     | Former Reitman's Store           | Téléverser                       | Owen Sound           | 992, 2nd Avenue East               | 44.5675 -80.9434 | 15129 |         | Municipal Heritage Designation (Part IV) | 1986 |       |
| F     | Gare du Canadien Pacifique       | Gare du Canadien Pacifique       | Owen Sound           | First Avenue East (at 12th St. E.) | 44.572 -80.942   | 4586  | 1947    | Heritage Railway Station                 | 1995 |       |
| F     | Maison d'enfance de Billy Bishop | Maison d'enfance de Billy Bishop | Owen Sound           | 948 Third Avenue West              | 44.5663 -80.9484 | 4028  | 1884    | LHN                                      | 2002 |       |